# L'Ère des cristaux (anime)
L'Ère des cristaux est un anime japonais. C'est une adaptation du manga éponyme.

## Production
L'adaptation est réalisée par le studio Orange .

## Diffusion
L'anime est diffusée au Japon sur AT-X, MBS et TV Tokyo depuis le 7 octobre 2017. En France, l'anime est diffusé en simulcast par Anime Digital Network et sur J-One à la télévision.

## Réception
Une exposition lui est dédiée dans le quartier de Yūrakuchō à Tokyo de janvier à février 2018 pour l'anniversaire de la parution des premiers DVD et Blu-ray. Elle se concentre exclusivement sur l'adaptation pour révéler au visiteur des éléments du storyboard, du character design et des décors et du matériel d'animation 3D, le tout agrémenté de notes de l'équipe de production.